# Feel the Beat
Feel the Beat ist ein US-amerikanischer Tanzfilm von Elissa Down aus dem Jahr 2020. Die Hauptrollen werden von Sofia Carson, Enrico Colantoni und Wolfgang Novogratz gespielt. Der Film erschien am 19. Juni 2020 weltweit auf dem Video-on-Demand-Dienst Netflix.

## Handlung
April Dibrina ist eine in New York City lebende Broadway-Tänzerin. Nachdem sie eine Auseinandersetzung mit Ruth Zimmer, einer wichtigen Regisseurin am Broadway, hatte, wurde sie jedoch vom Theaterviertel verbannt. Nach ihrem Rausschmiss muss sie zurück nach Wisconsin zu ihrem Vater Frank ziehen. Da es April außerdem peinlich ist vom Broadway verbannt worden zu sein, behauptet sie vor den Einheimischen, dass sie ihrem kranken Vater helfen muss, was jedoch nicht der Wahrheit entspricht. Deshalb versucht sie alles, um schnellstmöglich ihrer Heimatstadt wieder den Rücken kehren zu können. Als ihre ehemalige Trainerin Barb ihr vorschlägt, als Trainerin für eine Gruppe von jungen Tänzern zu arbeiten und sie für einen Tanzwettbewerb fit zu machen, lehnt April dies zunächst ab. Als sie jedoch erfährt, dass beim Finale des Tanzwettbewerbs auch Welly Wong, ein berühmter Broadway-Produzent, anwesend sein wird, nimmt sie den Job an.
Schnell muss April erkennen, dass die Tänzer nicht die Begnadetsten sind und nicht alle von ihrer Arbeit begeistert sind. Vor allem die junge Sarah hasst April, seit sie vor vielen Jahren Hals über Kopf nach New York abgehauen ist und sie sowie ihren Bruder Nick zurückließ. April und Nick führten damals eine Beziehung, die April per SMS beendete. Beim Tanztraining trifft sie nach alle den Jahren Nick wieder und die alten Gefühle lodern wieder auf.
April schafft es aus den Tänzerinnen alles rauszuholen und bringt sie bis ins Finale der Dance Nationals. Als sie dort vor Welly Wong tanzt, ist dieser sofort von April begeistert und bietet ihr die Hauptrolle in seinem neuen Stück an. April müsste jedoch sofort nach New York reisen und würde das Superfinale der Tänzerinnen verpassen. April reist ab und hinterlässt erneut Sarah und Nick enttäuscht zurück. Jedoch merkt April sehr schnell, dass es nicht die richtige Entscheidung war und kehrt zurück. Am Ende kommt sie wieder mit Nick zusammen und kann durch eine Abmachung mit Wong  ihren Job sowohl als Hauptdarstellerin als auch als Trainerin der Tanzgruppe wahrnehmen.

## Hintergrund
Der Film wurde im Sommer 2019 in Toronto gedreht. Am 11. Juni 2020 veröffentlichte Netflix den Trailer zum Film. Bereits im Mai 2020 teilte Sofia Carson erste Bilder vom Film auf ihren sozialen Netzwerken.